# Der Improvisator (Oper)
Der Improvisator ist eine Oper in drei Akten des Komponisten Eugen d’Albert nach einem Libretto von Gustav Kastropp. Die Uraufführung fand am 26. Februar 1902 an der Königlichen Oper in Berlin statt.

## Handlung
Padua stöhnt unter dem Joch der venezianischen Fremdherrschaft. Der Druck auf den von Venedig eingesetzten Dogen Angelo Malepieri wächst. Malepieri ahnt, dass er – Tyrann Paduas und Sklave Venedigs – Opfer des eigenen, von Spitzelei und Denunziantentum getragenen Systems zu werden droht. Als es während der Karnevalsfeierlichkeiten zu Unruhen kommt, lässt er den beim Volk beliebten und für seine Improvisationskunst berühmten Sänger Cassio Belloni verhaften, in dem er den Rädelsführer einer Verschwörung vermutet. Cassio ist jedoch der aus der Verbannung zurückgekehrte Sohn des rechtmäßigen Dogen von Padua. Im Geheimen hatte er die Rückeroberung der Stadt vorbereitet. Im Kerker erfährt er von zwei Mithäftlingen, die sich als venezianische Spitzel entpuppen, dass der Rat der Zehn in Venedig bereits das Todesurteil über Malepieri verhängt habe. Cassio kommt durch das Gnadengesuch Silvias, der Tochter des Dogen, frei. Als kurz darauf der Aufstand gegen die venezianischen Besatzer losbricht, gelingt es ihm, Malepieri und Silvia vor den Häschern Venedigs wie vor dem nach Rache schreienden Volk Paduas zu schützen. Er lässt Gnade vor Recht walten und nimmt, als neuer Doge von Padua, vom Volk bejubelt, Silvia zur Frau.